# Andrés Cavo
Andrés Cavo (1739, Guadalajara - 1803, Rome) était un Jésuite et historien de Nouvelle-Espagne.

## Biographie
Andrés Cavo est né en Nouvelle-Espagne en 1739. Il entra à la Compagnie de Jésus et est ordonné prêtre en 1760. Il s'occupe des missions indiennes de Nayar en 1767 lorsque le Roi d'Espagne donne l'ordre d'expulser les Jésuites. Il est donc contraint de s'exiler en Italie où il passera toute sa vie, sans jamais plus revoir la Nouvelle-Espagne.
À sa mort en 1803 il laisse un manuscrit de son œuvre Historia civil y política de México (Histoire civile et politique du Mexique), en latin et en espagnol. C'est Carlos María de Bustamante qui trouvera le manuscrit dans la bibliothèque de l'évêque de Tanagra. Bustamante le publie muni d'une importante annexe sous le titre de Los tres siglos de México bajo el gobierno español hasta la entrada del Ejécito Trigarante (Trois siècles de gouvernement espagnol au Mexique). La première édition est publiée à Mexico en quatre volumes entre 1836 et 1838.
Le travail de Cavo relate l'histoire du Mexique depuis 1521 jusqu'en 1766, avec la fin du gouvernement du Vice-roi Joaquín de Montserrat. Aussi ne couvre-t-il pas l'expulsion des Jésuites qui se produit l'année suivante. Le Suplemento de Bustamante poursuit ce travail jusqu'à l'année 1821 et y ajoute quantité de documents importants.
Trois éditions seront ensuite publiées en 1852 à Mexico, en 1870 à Xalapa et par l'Université du Texas en 1949. Cette édition sera sérieusement remaniée par Ernesto P. Burrus et publiée sous le titre Historia de México (Histoire du Mexique).
Cette œuvre n'est pas à proprement parler une Histoire du Mexique mais plutôt des annales de Mexico, relevant en particulier l'évolution des idées politiques. Le livre contient également des détails sur la vie coloniale qui ne se retrouvent dans aucun autre ouvrage. Cavo montre les signes d'une véritable nationalité mexicaine (et non pas d'un espagnol colonial). Pour cette raison il est considéré comme un précurseur de l'indépendance mexicaine.

## Sources
- « Cavo, Andrés », Enciclopedia de México, v. 3. Mexico City, 1987.
- Méndez Plancarte, Gabriel, Humanistas mexicanos del siglo XVIII. 1941.
- Rico González, Víctor, Historiadores mexicanos del siglo XVIII. Estudios historiográficos sobre Clavijero, Veytia, Cavo y Alegre. 1949.